# كوينتن ماكدونالد
كوينتن ماكدونالد (بالإنجليزية: Quentin MacDonald)‏ هو لاعب اتحاد الرغبي نيوزلندي، ولد في 25 سبتمبر 1988 في بلنهيم في نيوزيلندا.

## وصلات خارجية
- كوينتن ماكدونالد على موقع ItsRugby.co.uk (الإنجليزية)